# Ariadna octospinata
Ariadna octospinata är en spindelart som först beskrevs av Lamb 1911.  Ariadna octospinata ingår i släktet Ariadna och familjen sexögonspindlar.
Artens utbredningsområde är Queensland. Inga underarter finns listade i Catalogue of Life.